# Норман Борлауг
Норман Ърнест Борлог (на английски: Norman Ernest Borlaug) е американски агроном и хуманист. Удостоен за неговите усилия и постижения в сферата на селското стопанство с Нобелова награда за мир за 1970 г. Наричан „бащата на зелената революция“.